# Божественное право королей

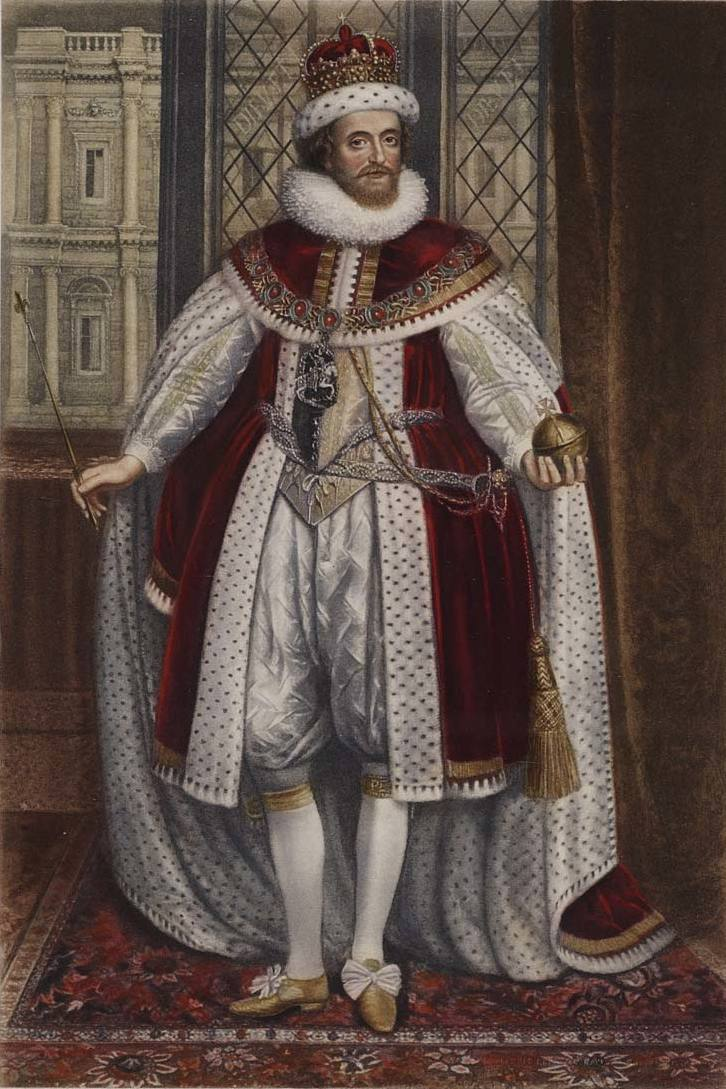
Теория божественного права в Англии получила большое распространение во времена правления Якова I

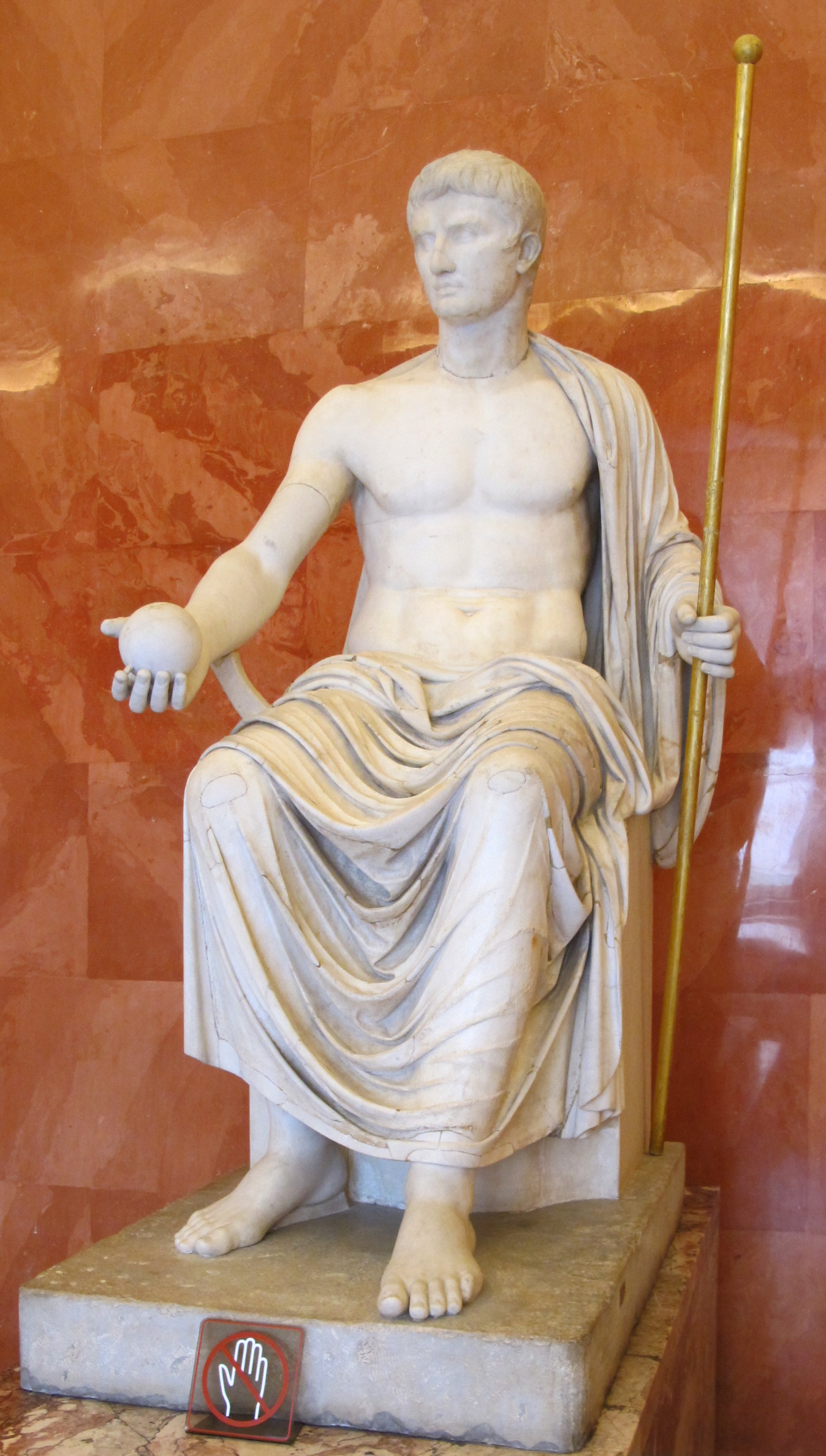
Октавиан Август в образе бога Юпитера, держащий скипетр и шар (первая половина I в. н. э.). Императорский культ наделял римских императоров и некоторых членов их семей божественной властью (auctoritas)

Божественное право королей ― политическая и религиозная доктрина, обосновывающая легитимность политической власти монарха. Она утверждает, что государь не может подчиняться какой-либо земной власти в силу того, что он правит только по воле Бога и отвечает в своих действиях лишь перед ним. Таким образом, король не подчиняется воле своего народа, аристократии или любому сословию своего королевства, и только Бог может судить несправедливого монарха. Соответственно, любая попытка свергнуть правителя с трона или ограничить его власть противоречит воле Бога и являет собой кощунственное деяние. Доктрина божественного права королей, в частности, находит отражение в фразе «божиею милостью», которая обычно предшествует титулованию монарха.

## В христианском мире
За пределами христианской традиции правители окутывались ореолом богоизбранности; иногда эта тенденция развивалась дальше и властители сами объявляли себя богами. В христианстве доктрина божественного права королей прослеживается к событиям, описываемым в Книге Самуила: библейский пророк Самуил помазывает сначала Саула, а затем ― Давида на израильское царство. Помазание предполагало неприкосновенность царя: даже когда Саул начал преследование Давида, тот не мог поднять руку на своего царя.
Шотландский монах Адамнан является одним из первых христианских приверженцев доктрины божественного права королей. В своих манускриптах он пишет об убийстве ирландского короля Диармайта Мак Кербайла и утверждает, что убийца понёс божественное наказание за своё деяние. Адомнан также записал историю о том, что святого Колумба однажды посетил ангел, державший в руках с стеклянную книгу: божий посланник велел ему венчать Айдана Мак Габрейна на трон Дал Риада. Сначала Колумба ответил отказом, но ангел в ответ высек его и потребовал исполнить это повеление Господа. Ангел приходил к Колумбу три ночи подряд. Тот, наконец, согласился, и Айдан пришёл к нему, чтобы получить помазание. При помазании Колумб сказал королю, что пока тот подчиняется законам Бога, ни один из его врагов не одолеет его, но как только он преступит их, он лишится божьего покровительства и тот кнут, которым был высечен Колумб, обернётся против короля. Работы Адомнана, скорее всего, повлияли на других ирландских духовных писателей, рецепция сочинений которых, в свою очередь, произошла впоследствии в континентальной Европе. Возможно, торжественная церемония коронации Пипина Короткого имела место по причине этого влияния, а уже династия Каролингов и их преемников ― императоров Священной Римской империи, служили образцами для подражания в среде всех прочих западных правителей. 
В средние века идея о том, что Бог дал земную власть монарху, точно так же, как он дал власть духовную церкви (в первую очередь ― папе римскому) стала популярной концепцией и получила своё распространение задолго до того, как в политическую был введён в оборот собственно сам термин «божественное право королей». Например, Ричард I заявлял на суде во время собрания князей в Шпейере в 1193 году, что он «родился в звании, которое не признаёт никого выше, кроме Бога и только перед ним он несёт ответственность за свои действия». Именно Ричард первым стал использовать девиз «Dieu et mon droit» («Бог и моё право»), который до сих пор остается девизом монарха Соединённого Королевства.
С появлением национальных государств и распространением влияния Реформации в конце XVI века теория божественного права была призвана оправдать абсолютную власть короля не только в политических, но и в духовных вопросах. Генрих VIII провозгласил себя верховным главой англиканской церкви, в целом двигаясь по направлению к утверждению абсолютизма. Данную политическую теорию развивал Яков I, а позже её подхватил и Людовик XIV.

## Западные концепции

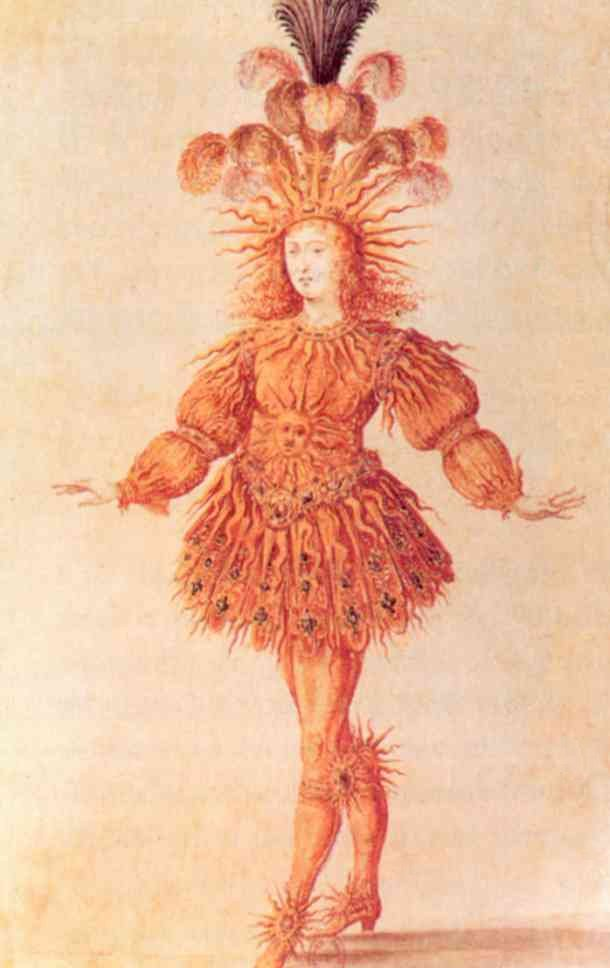
Людовик XIV Франции в образе Солнца

Концепция рукоположения в значительной степени имела негласные параллели с англиканским и католическим священством, но главное обоснование богоданной власти короля Якова заключалось в том, что он относился к своим подданным так же, как отец относится к своим детям. Подобно тому, как никакие проступки со стороны отца не могут освободить его детей от послушания ― так утверждал он. Яков также напечатал свою «Защиту права королей» как бы в пику английским теориям неотъемлемых прав народа и прав церкви. Божественное право королей, таким образом, является политической и религиозной доктриной легитимности власти монарха. В ней утверждается, что монарх не подчиняется никакой земной власти, и его правление напрямую зависит от воли Бога. Таким образом, король не подчиняется воле своего народа, аристократии или любых других сословий, включая церковное (по мнению некоторых, особенно в протестантских странах). Однако в более умеренной форме этой политической теории монарх подчиняется церкви и папе, хотя в других отношениях он совершенно безупречен. Согласно этой доктрине в её радикальной форме, только Бог может судить несправедливого царя. Теория подразумевает, что любая попытка свергнуть короля или ограничить его власть противоречит воле Бога и может представлять собой кощунственное деяние. 
Один отрывок из Священного писания, поддерживающий идею божественного права королей, был использован Мартином Лютером, когда он призывал светские власти подавить крестьянское восстание 1525 года в Германии в своём сочинении «Против разбойников и убийц — бунтующих крестьян», основывая свой аргумент на строках Послания к Римлянам 13:1―7. 
Доктрина божественного права королей была связана с древней католической философией относительно монархии, в которой правитель считается Божьим наместником на земле и, следовательно, не подчиняется ничьей власти. Однако в каноническом праве монарх всегда подчиняется естественному и божественному закону, который считается стоящим над монархом. Следовательно, если монархия упадёт в моральном отношении, перевернёт естественное право и выродится в тиранию, угнетающую всеобщее благосостояние, тираноубийство оказывается приемлемым ответом на беззаконие. Вплоть до объединения Италии Святой Престол обосновывал на этом своё превосходство над светскими князьями. 

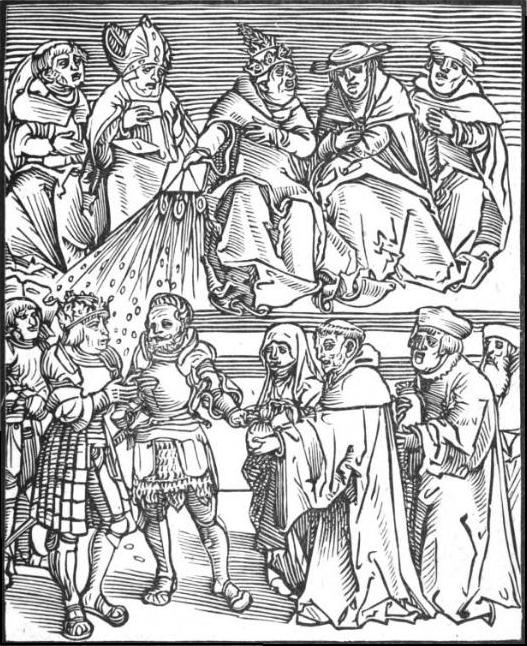
Антихрист, ксилография Лукаса Кранаха Старшего. Папа римский освещает правителя, щедро обогащающего католическую церковь

### В католичестве
Католические мыслители оправдывали необходимость повиноваться монарху, обращаюсь к следующим аргументам:
1. В Ветхом Завете было сказано, что Бог избрал царей для правления Израилем, начиная с Саула, который затем был отвергнут Им в пользу Давида. Правление его династии продолжалось (по крайней мере, в южном царстве) до вавилонского плена.
2. В Новом Завете первый римский папа, Апостол Пётр, повелевал всем христианам чтить римского императора (1Пет., 2:13―20), даже хотя тот тогда ещё был язычником. Апостол Павел согласился с Петром в том, что подданные должны подчиняться властям, потому что те назначены Богом (Рим. 13:1―7). В Евангелии от Матфея Христос говорил о том, что нужно «отдавать кесарю кесарево»; то есть, буквально, обязательно уплачивать налоги (Мф. 22:15-22). Иисус сказал Понтию Пилату, что его власть как власть римского правителя Иудеи пришла с небес (Ин. 19:10―11).
3. Начиная с императоров Константина и Феодосия, а позже императоров Восточной Римской империи, империи Карла Великого и его преемников, католических императоров Священной Римской империи, светские власти всегда поддерживали церковь.

Французская знать и духовенство гугенотов, отвергнув папу и католическую церковь, остались один на один с властью короля, которого, как они учили, никто не мог отрицать или осуждать. 
Англиканская церковь была порождением светской власти и стала ей подчиняться. На практике это означало, что для англикан с религиозной точки зрения уже не оставалось почти ничего, что могло бы ограничить власть короля, и он, таким образом, наделялся абсолютной властью. Теоретически, божественные, естественные, конституционные законы и обычаи по-прежнему господствовали над королем, но в отсутствие высшей духовной силы было трудно определить, как их можно было применить, поскольку король не мог быть осужден кем-либо из своих слуг.
Церемонии коронации британских монархов, во время которой архиепископ Кентерберийский помазывает их святыми маслами, тем самым посвящая их, увековечивает древние католические монархические идеи и церемониалы (пусть лишь немногие протестанты осознают это, но на самом деле эта часть церемонии почти полностью повторяет коронацию императора Священной Римской империи). Собственно, дело одним символизмом и оканчивается: после Славной революции власть британских монархов была сильно ограничена в пользу Парламента. Тем не менее короли и королевы Соединённого Королевства ― одни из последних монархов, которые по-прежнему должны быть коронованы в соответствии с традиционным христианским церемониалом, который в большинстве других монархий был заменен инаугурацией или другой церемонией. 

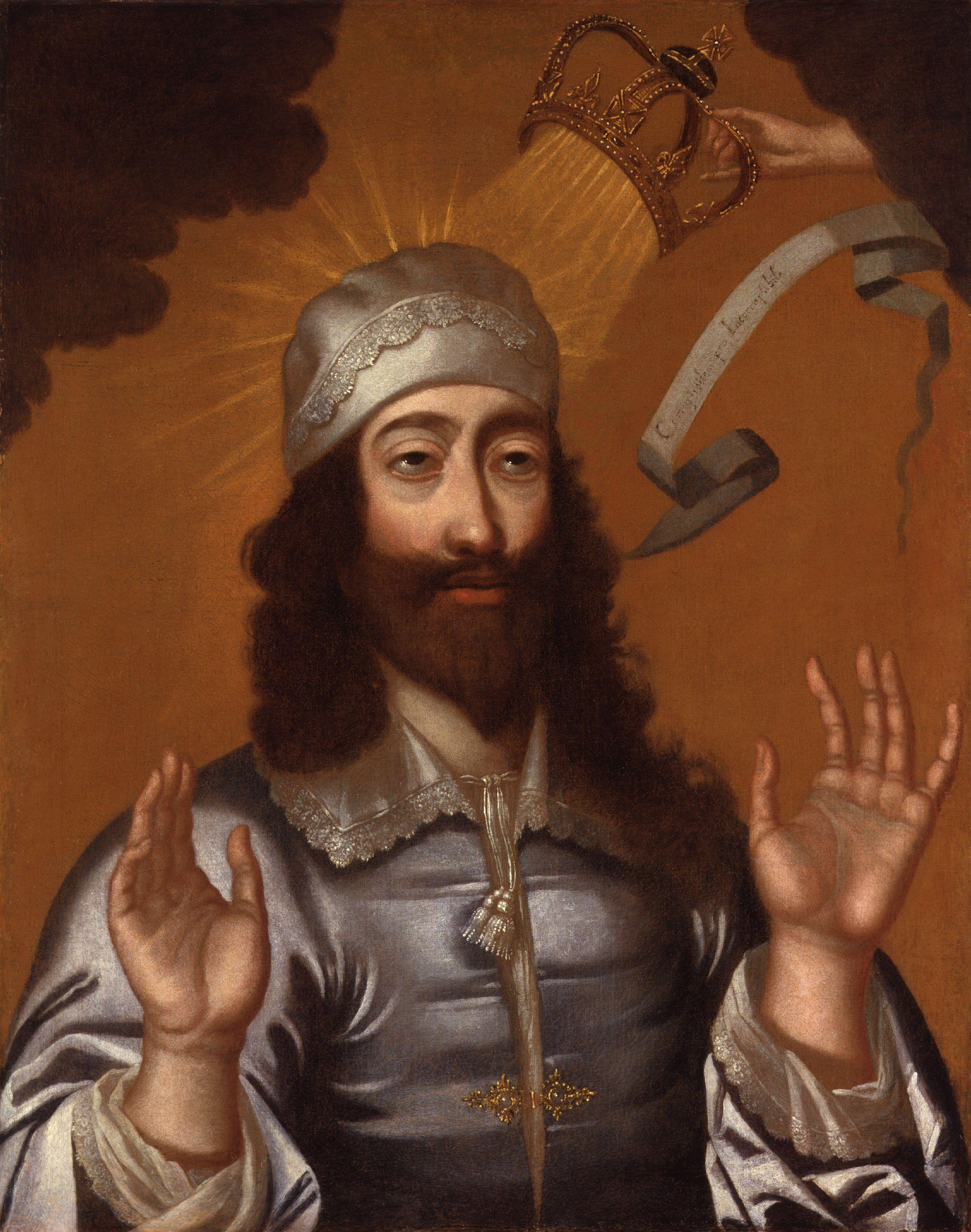
Карл I, король Англии получает корону от божественной сущности

Концепция божественного права королей интегрирует древнехристианскую концепцию «прав царей, данных Богом» (хотя и преувеличивая её значение). Впрочем, эта же идея встречается и во многих других культурах, включая и арийскую и древнеегипетские традиции. В языческих религиях царь часто рассматривался как своего рода бог, а значит, власть его была неоспоримой. Древняя католическая традиция преодолела это учение, представив доктрину «двух мечей», таким образом утверждая баланс властных сил в государстве. С Реформацией возродилась и концепция неоспоримости власти деспота.

## Божественное право и протестантизм
До Реформации помазанный правитель в своих владениях считался викарием Бога и с точки зрения католической церкви должен был осуществлять исключительно мирскую власть (см. борьба за инвеституру). После Реформации монарх становился также главой церкви. 
В Англии священнические одеяния стали знаками отличия суверена (см. Коронация британского монарха ). Более того, священный характер английского короля приобретался им не в силу помазания на царство, а по праву наследства. Таким образом, коронация, помазание и ритуальное наделение властью были всего лишь внешними и видимыми символом божественной благодати, приверженной суверену уже в силу самого его титула. И даже католические монархи, такие как Людовик XIV, никогда бы не признавали, что их коронация архиепископом давала им право править; для них данная церемония была не более чем освящением их титула. 
В Англии учение о божественном праве королей было развито до самых крайних логических выводов во время политических противоречий XVII века; самым известным представителем доктрины был сэр Роберт Филмер. Божественное право была основным идеологическим противоречием в английском обществе, разделённом во время гражданской войны. Кавалеры считали, что все христианские правители получают свою власть непосредственно от Бога, а круглоголовые заявляли, что эта власть является результатом договора, действительного или подразумеваемого, имеющегося между государем и его подданными. 
Иногда власть короля была безграничной, согласно известной поговорке Людовика XIV: «L'état, c'est moi!» [Государство ― это я!] или ограничено только его собственной свободной волей. С другой стороны, иногда его действия могли быть ограничены людьми, перед которыми он в конечном итоге несёт ответственность. Победа последнего принципа была провозглашена всему миру с казнью Карла I. Учение о божественном праве, действительно, какое-то время вытягивало пищу из крови царского «мученика»: это был руководящий принцип учения англиканской церкви в период Реставрации Стюартов, но этой идее был нанесён сокрушительный удар во время правления короля-католика Якова II. Славная революция 1688 года положила конец идее божественного права королей и господству парламентаризма. 

## Иранский мир

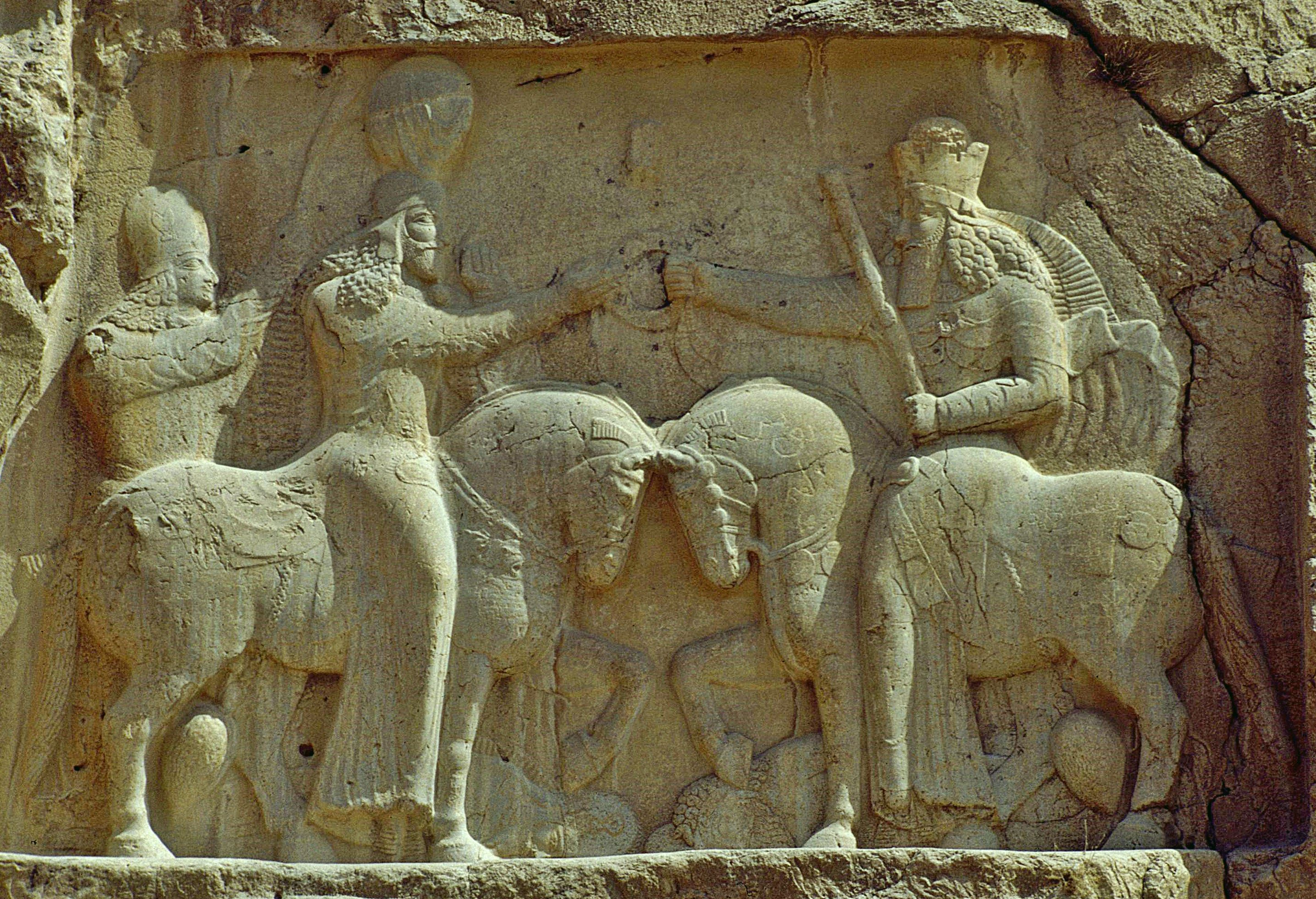
Ахурамазда помазывает на царство Ардашира

Хварена (авестийский: xᵛarənah) ― иранское и зороастрийское понятие о божественном праве царей, которое в переводе на русский буквально означает «слава». Персы верили в то, что царь не может править, если с ними нет хварены, и правление его будет продолжаться до тех пор, пока хварена его не оставит. Книга деяний Ардашира сына Папака свидетельствует о том, что когда Ардашир I и Артабан V боролись за трон персидского государства, на дороге Артабана и его отряд встретил огромный баран, который последовал за Ардаширом. Мудрецы объясняли ему, что баран ― это знак о хварены, которая покинула Артабана и отныне будет сопутствовать Ардаширу.

## Мандат Неба

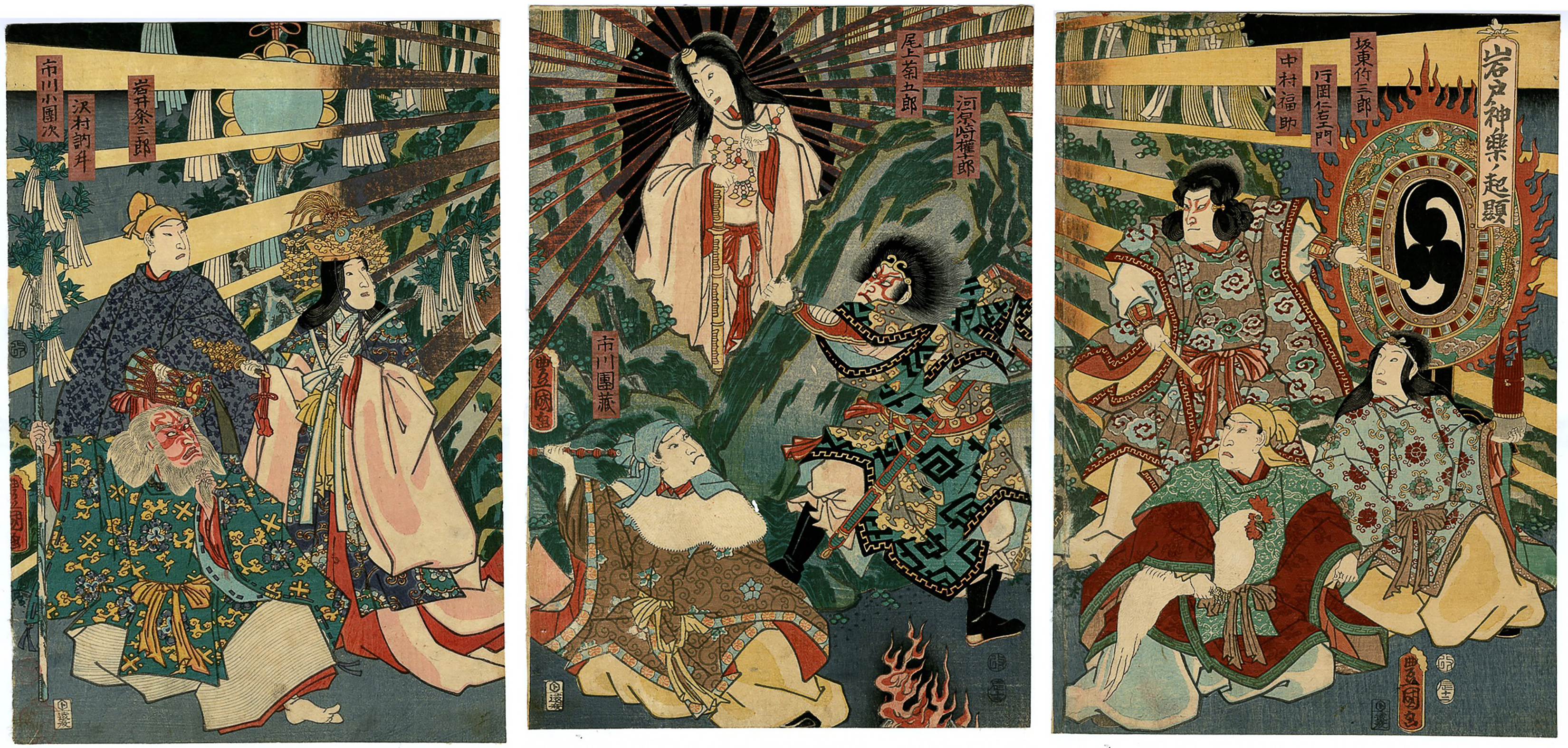
Император Японии правит как божественный потомок богини солнца Аматэрасу

В Китае и в Восточной Азии правители оправдывали свою власть учением о небесном мандате, которое в целом было похоже на европейскую традицию.
Для сравнения, в Японии титул «сына неба» был менее кондиционным[уточнить]. Для правителя не предполагалось никакого божественного наказания за неправедное поведение. С точки зрения этого учения, власть императора, потомка богини Аматэрасу, была абсолютной.

## Оппозиция
В шестнадцатом веке и католические, и протестантские политические мыслители начали ставить под сомнение идею «божественного права» монарха.
Испанский католический историк Хуан де Мариана в своём труде De rege et regis Institutione (1598) выдвинул аргумент о том, что, поскольку общество было сформировано посредством «договора» между всеми его членами, «не может быть никаких сомнений в том, что они могут призвать короля к ответственности». Таким образом, Мариана бросил вызов учению о божественном праве, заявив, что при определённых обстоятельствах тираноубийство может быть оправдано. Кардинал Роберт Беллармин также «не верил, что институт монархии имеет какую-либо божественную санкцию» и разделял мнение Марианы о том, что бывали времена, когда католики могли законно сместить монарха.
Среди групп английских изгнанников-протестантов, бежавших из страны при королеве Марии I, появились некоторые из первых публикаций с критикой монарха, например, Джона Нокса.
В 1553 году королева Мария I, католичка, унаследовала от сводного брата-протестанта Эдуарда VI английский престол. Мария попыталась восстановить в стране католичество, отменив протестантские религиозные законы, принятые во времена Генриха VIII. Вскоре после этого начались религиозные гонения: В январе 1555 года на костре был сожжён первый из почти трёхсот протестантов. Когда Томас Уайтт поднял восстание, в нём предположительно принял участие Джон Понет, высокопоставленный духовный деятель среди изгнанников. Он бежал в Страсбург после поражения восстания и в следующем году опубликовал «Краткий трактат о политической власти», в котором выдвинул теорию оправданного противодействия светским правителям.
Трактат Понета стал первым в новой волне антимонархических писаний, предвосхитив более известные, но менее радикальные труды гугенотов.
По словам президента США Джона Адамса, в работе Понета были сформулированы «все основные принципы свободы, которые впоследствии были развиты Алджерноном Сидни и Джоном Локком, включая и идею о разделении властей.